# 人皮燈籠
《人皮燈籠》是1993年上映的香港的愛情、驚悚和恐怖电影，由刘伟强执导，梁家輝、邱淑貞、黃光亮、張耀揚領銜主演。

## 故事大綱
黑仔輝前生唐輝律師因得罪黑道大佬蘇雄而与情人小芙蓉一起被蘇雄所杀，小芙蓉的皮剝下製成人皮燈籠。

## 演員
| 演員   | 角色       | 簡介 | 粵語配音                       |
| 梁家輝 | 唐輝       | 黑仔輝之前生 律師，為蘇雄辦事。後來與小芙蓉相愛，因蘇雄想上小芙蓉而對蘇心懷怨恨，暗中搜集其罪證欲舉發，但反遭蘇雄殺害，死後被埋於三衰七敗穴中(埋於此穴中要倒霉十世)，最後包青光掘出骸骨後而令黑仔輝轉運                                        | 梁家輝                         |
| 梁家輝 | 黑仔輝     | 唐輝之轉世 黑幫人士，但因倒霉而被社團嫌棄 荷蘭仔和細啫之好友 因前世唐輝被蘇雄埋於三衰七敗穴中因而倒霉，最後包青光掘出骸骨後轉運 | 梁家輝                         |
| 邱淑貞 | 小芙蓉     | 在多年前因拒絕蘇雄而被他殺害，並被其剝下皮製成人皮燈籠 | 邱淑貞                         |
| 張耀揚 | 蘇雄       | 本片終極大反派 黑幫老大 擅於茅山、風水和神打 曾殺害唐輝，曾把其埋於三衰七敗穴中 把已死的小芙蓉的皮剝下製成人皮燈籠 將已故父親埋於臥虎藏龍穴而風生水起，後包青光掘出骸骨與唐輝骸骨交換而開始倒霉 最後經黑仔輝用關帝的玻璃碎片刺傷後被包青光槍殺 | 陳欣                           |
| 黃光亮 | 包青光     | 警察 | 黃光亮/邱淑貞 (被小芙蓉附身時) |
| 苑瓊丹 | Lucy       | 包青光女友 | 黃鳳英                         |
| 林迪安 | 荷蘭仔     | 黑幫中人 黑仔輝和細啫之好友 | 張炳強                         |
| 黃斌   | 細啫       | 黑幫中人 黑仔輝和荷蘭仔之好友 |                                |
| 夏萍   | 四婆       | | 黃鳳英                         |
| 張同祖 | 范教授     | 唐輝之恩師 後受蘇雄之收買而出賣唐輝 | 張炳強                         |
| 樂韻   | 慧姐       | 小芙蓉的學姊，被其虐打 與蘇雄有染但對唐烽有好感 被唐輝誤殺後化成厲鬼向黑仔輝復仇，最後被包青光用鏡的碎片所折射的陽光消滅 |                                |
| 李兆基 | 七哥       | 地下賭場話事人 賭場之廁所是唐輝屍骨埋葬之地 | 陳永信                         |
| 藍靖   |            | 蘇雄之手下(六十年代) |                                |
| 余慕蓮 | 包青光之母 | |                                |
| 陳志輝 | 殺人王     | 蘇雄對家 | 陳永信                         |

## 外部連結
- 香港影庫上《人皮燈籠》的資料（繁體中文）
- 豆瓣电影上《人皮燈籠》的資料 （简体中文）